# Phiale simplicicava
Phiale simplicicava is een spinnensoort in de taxonomische indeling van de springspinnen (Salticidae).
Het dier behoort tot het geslacht Phiale. De wetenschappelijke naam van de soort werd voor het eerst geldig gepubliceerd in 1901 door Frederick Octavius Pickard-Cambridge.